# Varjot
| Recensione            | Giudizio |
| --------------------- | -------- |
| Kaaoszine.fi          | [ 1 ]    |
| Heavymetaltribune.com | [ 2 ]    |
| Blackmetalreviews.com | 222/666  |

Varjot è il terzo album in studio della one man band black metal finlandese Goatmoon, pubblicato il 7 agosto 2011.
La copertina dell'album è realizzata da Demonos Sova.

## Tracce
1. Storming Through White Light – 5:37
2. Noidan verestä männikkö herää – 3:52
3. Quest for the Goat – 3:29
4. Varjo valolta suojelee – 4:37

Under Whispering Boughs
1. Valley of Shadows – 3:35
2. Wolven Empress – 2:57
3. Abomination of Winter – 4:31
4. Echoes of Eternity – 5:29

## Formazione
- BlackGoat Gravedesecrator – voce, chitarra acustica

### Altri musicisti
- Raakalainen – chitarra, basso, voce
- Harald Mentor – basso, voce
- Skratt – flauto, tin whistle
- Avenger – batteria, voce
- Stormheit – voce, cori